# Oosterdokskade 151
Oosterdokskade 151 is een gebouw aan de Oosterdokskade, Oosterdokseiland, Amsterdam-Centrum. Het pand huisvest het Conservatorium van Amsterdam.

## Gebouw
Het Oosterdokseiland, ooit breed rangeerterrein bij het Station Amsterdam-Centraal werd in de beginjaren van de 21 eeuw volgebouwd naar een stratenplan van Erick van Egeraat. Hoge moderne architectuur wordt onderbroken door nauwe straatjes zoals de Annie M.G. Schmidtstraat en de Ton de Leeuwstraat. De bebouwing vond plaats vanuit het station richting het oosten. Het laatste gebouw aldaar werd het hoofdkantoor van Booking.com dat in 2023 werd opgeleverd.
In 2008 vond de oplevering plaats van het nieuwe gebouw ten behoeve van het Conservatorium van Amsterdam met huisnummer 151. Het ontwerp was in handen van Frits van Dongen van/namens De Architekten Cie. Vanuit de foyer en kantine zijn naar boven toe concertzalen, studielokalen, onderwijsruimten, repetitieruimten via de box-in-box-methode gebouwd. Dat houdt in dat een bepaalde ruimte geen rechtstreeks contact heeft met een andere. Eventuele trillingen van muziek worden zo niet aan andere ruimten doorgegeven. Dit geldt tevens voor het inwendige van het gebouw zelf. Gemeenschappelijke ruimten zoals loopgangen bevinden zich aan de buitenzijde van de muziekkern. Deze zogenaamde Engawa-methode zorgt er trouwens ook voor dat geluiden van het spoor, dat aan de noordzijde van het gebouw loopt, de muziekruimten niet binnen kunnen komen.

## Lichtkunst
In een of meerdere zalen zijn verticale lichtbalken aangebracht. Deze zijn ook terug te vinden in de zaagtandbuitengevel. Die lichtbalken van prismatische folie hebben gloeiende kleuren, die oplichten in het zonlicht. Wanneer de zon erop schijnt geven die dan weer een licht/schaduwpatroon in de nauwe Annie M.G. Schmidtstraat.
In 2008 kon het gebouw geopend worden; het oude gebouw aan de Van Baerlestraat 27 werd daarna omgebouwd tot hotel (Conservatorium Hotel). Het gebouw van het conservatorium werd in 2009 voorgedragen voor de Amsterdamse Architectuur Prijs.

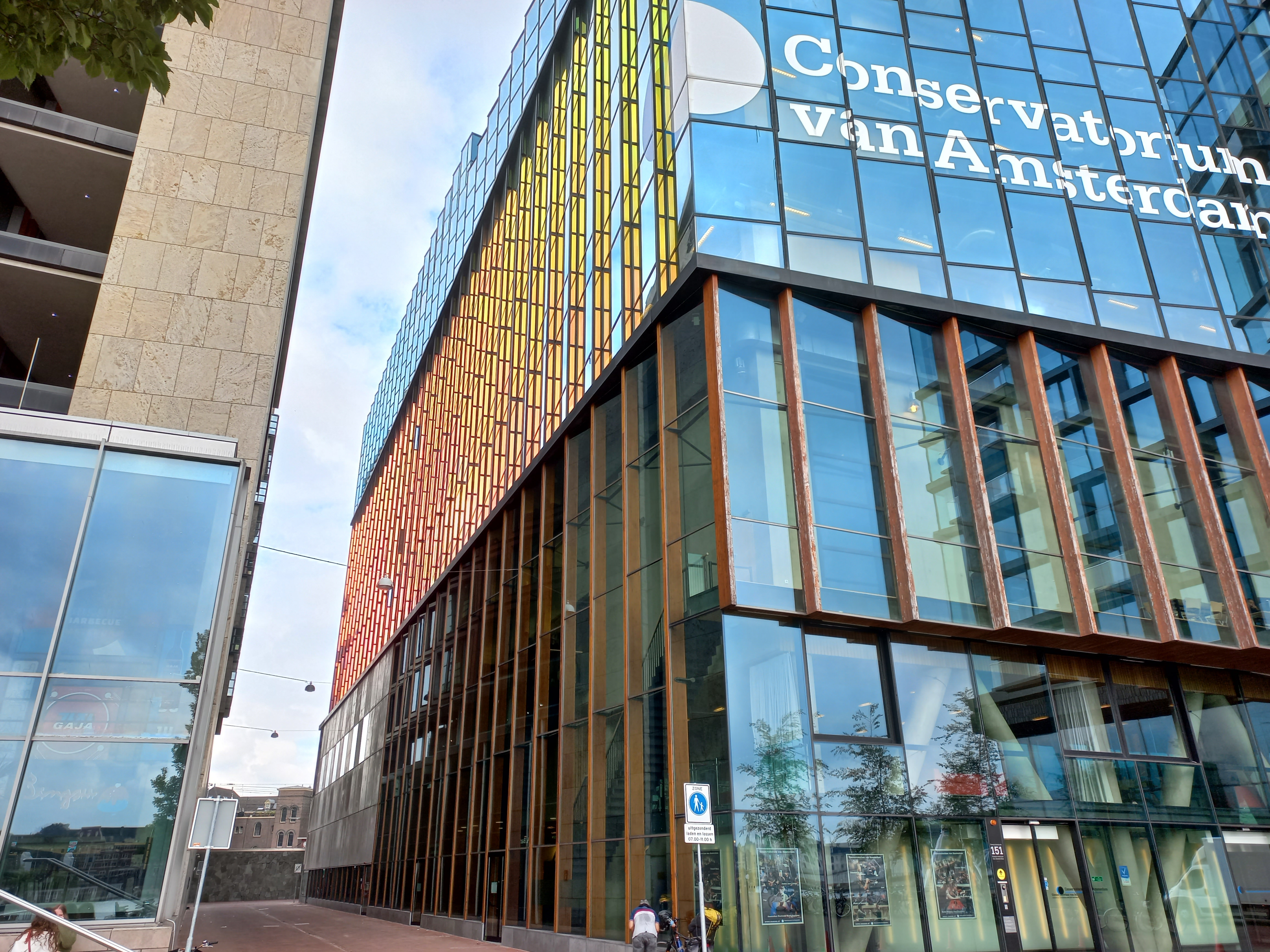
Westelijke gevel (augustus 2023)